# 中村惠子
中村 惠子（なかむら けいこ）は、日本の看護学者。看護師。北海道出身。

## 来歴
天使女子短期大学衛生看護科卒。日本女子大学家政学部通信教育課程卒。札幌医科大学附属病院看護師、杏林大学医学部付属病院看護師、同病院看護部長を経て、1993年杏林大学保健学部教授。1999年青森県立保健大学保健科学部教授。2001年弘前大学大学院人文社会科学研究科修士課程修了。その後、青森県立保健大学保健科学部長。2006年札幌市立大学副学長。同看護学部教授。2015年同大学院看護学研究科長。同看護学部特任教授。
この他、日本救急看護学会理事長を歴任。

## 著書（編著、監修を含む）
- 高橋章子、中村恵子、田口吉子『急性期の患者のフィジカルアセスメント』南江堂、2000年11月。ISBN 4524213813。
- 中村恵子、柳澤厚生『ナースのための心電図の教室:ケアに活かすスキルを磨こう!』学研、2001年3月。ISBN 4051521125。
- 山本康稔、加藤宗規、中村恵子『腰痛を防ぐらくらく動作介助マニュアル』医学書院、2002年3月。ISBN 4260331892。
- 『救急ケア』 10巻、中村恵子監修、学習研究社〈Nursing selection〉、2003年8月。ISBN 4051521567。
- 『ナースのためのNEW心電図の教室』中村恵子、柳沢厚生監修、学研、2005年4月。ISBN 405152244X。
- 中村恵子 編『救急・重症ケアマネジメント』中山書店、2008年11月。ISBN 9784521730738。
- 『看護OSCE:objective structured clinical examination』中村恵子編著、メヂカルフレンド社、2011年4月。ISBN 9784839213855。